# 다카나미급 구축함
다카나미급 호위함은 일본 해상자위대의 구축함이다. 무라사메급 호위함을 개량한 것이다.

## ESSM
시스패로 미사일을 향상된 시스패로인 RIM-162 ESSM으로 교체했다. 타카나미급은 Mk41 VLS 32셀을 장착했는데, ESSM은 Mk41 VLS 1셀에 4발이 장착된다. 최대 128발이 장착될 수 있다는 의미다.

## 동급 함정
| 함번   | 함명     | 용골설치        | 진수식          | 취역식          | 기항     |
| ------ | -------- | --------------- | --------------- | --------------- | -------- |
| DD-110 | 다카나미 | 2000년 4월 25일 | 2001년 7월 26일 | 2003년 3월 12일 | 요코스카 |
| DD-111 | 오나미   | 2000년 5월 17일 | 2001년 9월 20일 | 2003년 3월 13일 | 요코스카 |
| DD-112 | 마키나미 | 2001년 7월 17일 | 2002년 8월 8일  | 2004년 3월 18일 | 사세보   |
| DD-113 | 사자나미 | 2002년 4월 4일  | 2003년 8월 29일 | 2005년 2월 16일 | 구레     |
| DD-114 | 스즈나미 | 2003년 9월 24일 | 2004년 8월 26일 | 2006년 2월 16일 | 마이즈루 |

## 소말리아 파병
일본 의회는 "해적행위 처벌 및 해적행위 대처에 관한 법률안"을 통과시켰으며, 한국이 DDH-976 문무대왕함을 파견한 다음날인 2009년 3월 14일, 히로시마현 구레 기지의 해상자위대 제8호위대 소속의 DD-106 사미다레, DD-113 사자나미 2척의 호위함을 소말리아에 파병하였다.

## 같이 보기
- 무라사메급 호위함
- OPS-24
- RIM-162 ESSM